# 6.ª etapa del Giro de Italia 2020
La 6.ª etapa del Giro de Italia 2020 tuvo lugar el 8 de octubre de 2020 entre Castrovillari y Matera sobre un recorrido de 188 km y fue ganada al esprint por el francés Arnaud Démare del equipo Groupama-FDJ. El portugués João Almeida consiguió mantener el liderato un día más.

## Clasificación de la etapa
| \| Clasificación de la etapa \| Clasificación de la etapa \| Clasificación de la etapa \| Clasificación de la etapa \| Clasificación de la etapa \| \| Ciclista \| Ciclista \| Equipo \| Tiempo \| \| \| ------------------------- \| ------------------------- \| ------------------------- \| ------------------------- \| ------------------------- \| \| 1.º \| Arnaud Démare \| Groupama-FDJ \| 4 h 54 min 38 s \| \| \| 2.º \| Michael Matthews \| Team Sunweb \| + 0 s \| \| \| 3.º \| Fabio Felline \| Astana \| + 0 s \| \| \| 4.º \| Juan Sebastián Molano \| UAE Team Emirates \| + 0 s \| \| \| 5.º \| Davide Cimolai \| Israel Start-Up Nation \| + 0 s \| \| \| 6.º \| Andrea Vendrame \| AG2R La Mondiale \| + 0 s \| \| \| 7.º \| Mikkel Honoré \| Deceuninck-Quick Step \| + 0 s \| \| \| 8.º \| Peter Sagan \| Bora-Hansgrohe \| + 0 s \| \| \| 9.º \| Enrico Battaglin \| Bahrain McLaren \| + 0 s \| \| \| 10.º \| Jhonatan Narváez \| Ineos Grenadiers \| + 0 s \| \| |                       |                        |                 |
| |                       |                        |                 |
| Fuente: ProCyclingStats |                       |                        |                 |
| Clasificación de la etapa |                       |                        |                 |
| Ciclista | Ciclista              | Equipo                 | Tiempo          |
| 1.º | Arnaud Démare         | Groupama-FDJ           | 4 h 54 min 38 s |
| 2.º | Michael Matthews      | Team Sunweb            | + 0 s           |
| 3.º | Fabio Felline         | Astana                 | + 0 s           |
| 4.º | Juan Sebastián Molano | UAE Team Emirates      | + 0 s           |
| 5.º | Davide Cimolai        | Israel Start-Up Nation | + 0 s           |
| 6.º | Andrea Vendrame       | AG2R La Mondiale       | + 0 s           |
| 7.º | Mikkel Honoré         | Deceuninck-Quick Step  | + 0 s           |
| 8.º | Peter Sagan           | Bora-Hansgrohe         | + 0 s           |
| 9.º | Enrico Battaglin      | Bahrain McLaren        | + 0 s           |
| 10.º | Jhonatan Narváez      | Ineos Grenadiers       | + 0 s           |

## Clasificaciones al final de la etapa

### Clasificación general(Maglia Rosa)
| \| Clasificación general \| Clasificación general \| Clasificación general \| Clasificación general \| Clasificación general \| \| Ciclista \| Ciclista \| Equipo \| Tiempo \| \| \| --------------------- \| --------------------- \| --------------------- \| --------------------- \| --------------------- \| \| 1.º \| João Almeida \| Deceuninck-Quick Step \| 22 h 01 min 01 s \| \| \| 2.º \| Pello Bilbao \| Bahrain McLaren \| + 43 s \| \| \| 3.º \| Wilco Kelderman \| Team Sunweb \| + 48 s \| \| \| 4.º \| Harm Vanhoucke \| Lotto-Soudal \| + 59 s \| \| \| 5.º \| Vincenzo Nibali \| Trek-Segafredo \| + 1 min 01 s \| \| \| 6.º \| Domenico Pozzovivo \| NTT Pro Cycling \| + 1 min 05 s \| \| \| 7.º \| Jakob Fuglsang \| Astana \| + 1 min 19 s \| \| \| 8.º \| Steven Kruijswijk \| Jumbo-Visma \| + 1 min 21 s \| \| \| 9.º \| Patrick Konrad \| Bora-Hansgrohe \| + 1 min 26 s \| \| \| 10.º \| Rafał Majka \| Bora-Hansgrohe \| + 1 min 32 s \| \| |                    |                       |                  |
| |                    |                       |                  |
| Fuente: ProCyclingStats |                    |                       |                  |
| Clasificación general |                    |                       |                  |
| Ciclista | Ciclista           | Equipo                | Tiempo           |
| 1.º | João Almeida       | Deceuninck-Quick Step | 22 h 01 min 01 s |
| 2.º | Pello Bilbao       | Bahrain McLaren       | + 43 s           |
| 3.º | Wilco Kelderman    | Team Sunweb           | + 48 s           |
| 4.º | Harm Vanhoucke     | Lotto-Soudal          | + 59 s           |
| 5.º | Vincenzo Nibali    | Trek-Segafredo        | + 1 min 01 s     |
| 6.º | Domenico Pozzovivo | NTT Pro Cycling       | + 1 min 05 s     |
| 7.º | Jakob Fuglsang     | Astana                | + 1 min 19 s     |
| 8.º | Steven Kruijswijk  | Jumbo-Visma           | + 1 min 21 s     |
| 9.º | Patrick Konrad     | Bora-Hansgrohe        | + 1 min 26 s     |
| 10.º | Rafał Majka        | Bora-Hansgrohe        | + 1 min 32 s     |

### Clasificación por puntos(Maglia Ciclamino)
| Clasificación por puntos | Clasificación por puntos | Clasificación por puntos | Clasificación por puntos | Clasificación por puntos |
| Ciclista                 | Ciclista                 | Equipo                   | Puntos                   |                          |
| ------------------------ | ------------------------ | ------------------------ | ------------------------ | ------------------------ |
| 1.º                      | Arnaud Démare            | Groupama-FDJ             | 106 pts                  |                          |
| 2.º                      | Peter Sagan              | Bora-Hansgrohe           | 67 pts                   |                          |
| 3.º                      | Michael Matthews         | Team Sunweb              | 55 pts                   |                          |
| 4.º                      | Filippo Ganna            | Ineos Grenadiers         | 45 pts                   |                          |
| 5.º                      | Andrea Vendrame          | AG2R La Mondiale         | 30 pts                   |                          |
| 6.º                      | Davide Ballerini         | Deceuninck-Quick Step    | 30 pts                   |                          |
| 7.º                      | João Almeida             | Deceuninck-Quick Step    | 29 pts                   |                          |
| 8.º                      | Diego Ulissi             | UAE Team Emirates        | 27 pts                   |                          |
| 9.º                      | Fabio Felline            | Astana                   | 25 pts                   |                          |
| 10.º                     | Davide Cimolai           | Israel Start-Up Nation   | 24 pts                   |                          |

### Clasificación de la montaña(Maglia Azzurra)
| Clasificación de la montaña | Clasificación de la montaña | Clasificación de la montaña | Clasificación de la montaña | Clasificación de la montaña |
| Ciclista                    | Ciclista                    | Equipo                      | Puntos                      |                             |
| --------------------------- | --------------------------- | --------------------------- | --------------------------- | --------------------------- |
| 1.º                         | Filippo Ganna               | Ineos Grenadiers            | 41 pts                      |                             |
| 2.º                         | Jonathan Caicedo            | EF Pro Cycling              | 40 pts                      |                             |
| 3.º                         | Domenico Pozzovivo          | NTT Pro Cycling             | 19 pts                      |                             |
| 4.º                         | Edoardo Zardini             | Vini Zabù-Brado-KTM         | 18 pts                      |                             |
| 5.º                         | Jakob Fuglsang              | Astana                      | 18 pts                      |                             |
| 6.º                         | Giovanni Visconti           | Vini Zabù-Brado-KTM         | 18 pts                      |                             |
| 7.º                         | Wilco Kelderman             | Team Sunweb                 | 15 pts                      |                             |
| 8.º                         | Harm Vanhoucke              | Lotto-Soudal                | 12 pts                      |                             |
| 9.º                         | Vincenzo Nibali             | Trek-Segafredo              | 11 pts                      |                             |
| 10.º                        | Simon Pellaud               | Androni Giocattoli-Sidermec | 9 pts                       |                             |

### Clasificación de los jóvenes(Maglia Bianca)
| Clasificación del mejor joven | Clasificación del mejor joven | Clasificación del mejor joven | Clasificación del mejor joven | Clasificación del mejor joven |
| Ciclista                      | Ciclista                      | Equipo                        | Tiempo                        |                               |
| ----------------------------- | ----------------------------- | ----------------------------- | ----------------------------- | ----------------------------- |
| 1.º                           | João Almeida                  | Deceuninck-Quick Step         | 22 h 01 min 01 s              |                               |
| 2.º                           | Harm Vanhoucke                | Lotto-Soudal                  | + 59 s                        |                               |
| 3.º                           | Jai Hindley                   | Team Sunweb                   | + 1 min 33 s                  |                               |
| 4.º                           | Sergio Samitier               | Movistar Team                 | + 2 min 12 s                  |                               |
| 5.º                           | Lucas Hamilton                | Mitchelton-Scott              | + 2 min 47 s                  |                               |
| 6.º                           | Brandon McNulty               | UAE Team Emirates             | + 2 min 57 s                  |                               |
| 7.º                           | Tao Geoghegan Hart            | Ineos Grenadiers              | + 3 min 18 s                  |                               |
| 8.º                           | James Knox                    | Deceuninck-Quick Step         | + 3 min 26 s                  |                               |
| 9.º                           | Aurélien Paret-Peintre        | AG2R La Mondiale              | + 4 min 31 s                  |                               |
| 10.º                          | Sam Oomen                     | Team Sunweb                   | + 8 min 12 s                  |                               |

### Clasificación por equipos"Súper team"
| Clasificación por equipos | Clasificación por equipos | Clasificación por equipos | Clasificación por equipos |
| Equipo                    | Equipo                    | Tiempo                    |                           |
| ------------------------- | ------------------------- | ------------------------- | ------------------------- |
| 1.º                       | Deceuninck-Quick Step     | 66 h 07 min 26 s          |                           |
| 2.º                       | Team Sunweb               | + 1 min 22 s              |                           |
| 3.º                       | Ineos Grenadiers          | + 3 min 34 s              |                           |
| 4.º                       | Jumbo-Visma               | + 4 min 22 s              |                           |
| 5.º                       | Mitchelton-Scott          | + 6 min 03 s              |                           |
| 6.º                       | Bora-Hansgrohe            | + 7 min 51 s              |                           |
| 7.º                       | AG2R La Mondiale          | + 11 min 30 s             |                           |
| 8.º                       | Movistar Team             | + 15 min 34 s             |                           |
| 9.º                       | Trek-Segafredo            | + 17 min 35 s             |                           |
| 10.º                      | Bahrain McLaren           | + 18 min 12 s             |                           |

## Abandonos
- Brent Bookwalter no tomó la salida debido a una fractura de vértebra.[2]